# Marathon de Paris 2017
 (avril 2024).
Navigation
2016 2018
Le Marathon de Paris 2017, officiellement le Schneider Electric Marathon de Paris, est la 41e édition du Marathon de Paris, en France, qui a lieu le dimanche 9 avril 2017.

## Déroulement
La course, dont 43 754 coureurs prennent le départ, se déroule sous un soleil estival. Les premiers participants s'élancent à partir de 8 h 20 sur l'avenue des Champs-Élysées vers l'est parisien jusqu'au bois de Vincennes, en passant par la place de la Concorde et la place de la Bastille. Après avoir effectué une boucle dans le parc ils reviennent par les quais de la rive droite de la Seine en passant à nouveau par la Bastille, puis bifurquent dans le 16e arrondissement vers le bois de Boulogne qu'ils traversent avant de revenir dans Paris pour finir sur l'avenue Foch.
La course est remportée chez les hommes par le Kenyan Paul Lonyangata (vainqueur du Marathon de Lisbonne en 2013 et du Marathon de Shanghai en 2015), qui termine en 2 h 06 min 08 s, suivi quinze minutes plus tard par son épouse Purity Rionoripo qui bat le record féminin de l'épreuve en 2 h 20 min 55 s. C'est la première fois qu'un couple remporte les deux catégories.
Au total 42 500 coureurs atteignent l'arrivée. La chaleur a pesé sur les participants dont beaucoup rentrent avec un coup de soleil. L'édition a attiré 250 000 spectateurs sur les bords des routes.

## Résultats
Les résultats du Marathon de Paris 2017 chez les hommes, femmes et handisport :

### Hommes
| Rang | Athlète                      | Nationalité | Temps           |
| ---- | ---------------------------- | ----------- | --------------- |
|      | Paul Lonyangata              | Kenya       | 2 h 06 min 08 s |
|      | Stephen Chebogut             | Kenya       | 2 h 06 min 56 s |
|      | Solomon Yego                 | Kenya       | 2 h 07 min 11 s |
| 4    | Yitayal Atnafu               | Éthiopie    | 2h 07 min 21 s  |
| 5    | Abayneh Ayele                | Éthiopie    | 2h 07 min 42 s  |
| 6    | Asbel Kipsang                | Kenya       | 2h 08 min 29 s  |
| 7    | Samuel Kosgei                | Kenya       | 2h 08 min 39 s  |
| 8    | Richard Kiprop               | Kenya       | 2h 08 min 46 s  |
| 9    | Motlokoa Clement Nkhabutlane | Lesotho     | 2h 09 min 47 s  |
| 10   | Micah Kogo                   | Kenya       | 2h 10 min 03 s  |

### Femmes
| Rang | Athlète            | Nationalité | Temps           |
| ---- | ------------------ | ----------- | --------------- |
|      | Purity Rionoripo   | Kenya       | 2 h 20 min 55 s |
|      | Agnes Barsosio     | Kenya       | 2 h 20 min 59 s |
|      | Flomena Cheyech    | Kenya       | 2 h 21 min 22 s |
| 4    | Visiline Jepkesho  | Kenya       | 2h 21 min 37 s  |
| 5    | Yebrgual Melese    | Éthiopie    | 2h 22 min 55 s  |
| 6    | Netsanet Gudeta    | Éthiopie    | 2h 39 min 15 s  |
| 7    | Katarzyna Kowalska | Pologne     | 2h 30 min 24 s  |
| 8    | Martha Komu        | France      | 2h 35 min 33 s  |
| 9    | Hiroko Yoshitomi   | Japon       | 2h 38 min 43 s  |
| 10   | Elodie Navarro     | France      | 2h 41 min 36 s  |

### Handisport
Hommes
| Rang | Athlète    | Nationalité | Temps           |
| ---- | ---------- | ----------- | --------------- |
|      | David Weir | Royaume-Uni | 1 h 29 min 25 s |
|      |            |             |                 |
|      |            |             |                 |

Femmes
| Rang | Athlète                | Nationalité | Temps           |
| ---- | ---------------------- | ----------- | --------------- |
|      | Margriet van den Broek | Pays-Bas    | 1 h 29 min 25 s |
|      |                        |             |                 |
|      |                        |             |                 |